# Ngu Thế Nam
Ngu Thế Nam (虞世南, năm 558 - ngày 11 tháng 7 năm 638), tên chữ Bá Thi, là nhân vật chính trị nhà Đường, văn học gia, thi nhân, nhà thư pháp. Người Dư Diêu Việt châu (tỉnh Chiết Giang). Giỏi thư pháp, cùng Âu Dương Tuân, Trữ Toại Lương, Tiết Tắc là "Sơ Đường tứ đại gia". Giới học giả Nhật Bản xưng Âu Dương Tuân, Trữ Toại Lương, Ngu Thế Nam là "Sơ Đường tam đại gia". Biên soạn "Bắc Đường thư sao" được vinh dự mệnh danh là một trong "tứ đại loại thư" thời Đường, là sách tra cứu sớm nhất của Trung Quốc hiện còn tồn tại .

## Cuộc đời
Ông trầm tĩnh ít ham muốn, làm người chính trực, nghe nhiều biết rộng. Nhận làm con thừa tự cho thúc phụ Ngu Ký, cùng huynh trưởng Ngu Thế Cơ theo học Cố Dã Vương. Tại Tùy triều làm qua bí thư lang, tự biên "Bắc Đường thư sao", lại tham dự biên soạn "Trường Châu ngọc kính" . Sau đó trở thành trọng thần bên cạnh Đường Thái Tông, đảm nhiệm Hoằng Văn quán học sĩ kiêm trứ tác lang, quan đến bí thư giám, phong Vĩnh Hưng huyện tử (tạ thế xưng Ngu Vĩnh Hưng). Năm thứ 8 Trinh Quán (năm 634) tiến phong Vĩnh Hưng huyện công. Năm thứ 12 Trinh Quán (năm 638), trí sĩ, thụ Ngân thanh quang lộc đại phu, Hoằng Văn quán học sĩ như cũ. Cùng năm mất, thọ tám mươi mốt tuổi, được bồi táng ở Chiêu Lăng, truy tặng Lễ bộ Thượng thư, được vẽ tranh treo vào Lăng Yên các, là một trong 24 công thần Lăng Yên các. Thụy là Văn Ý.

## Thư pháp

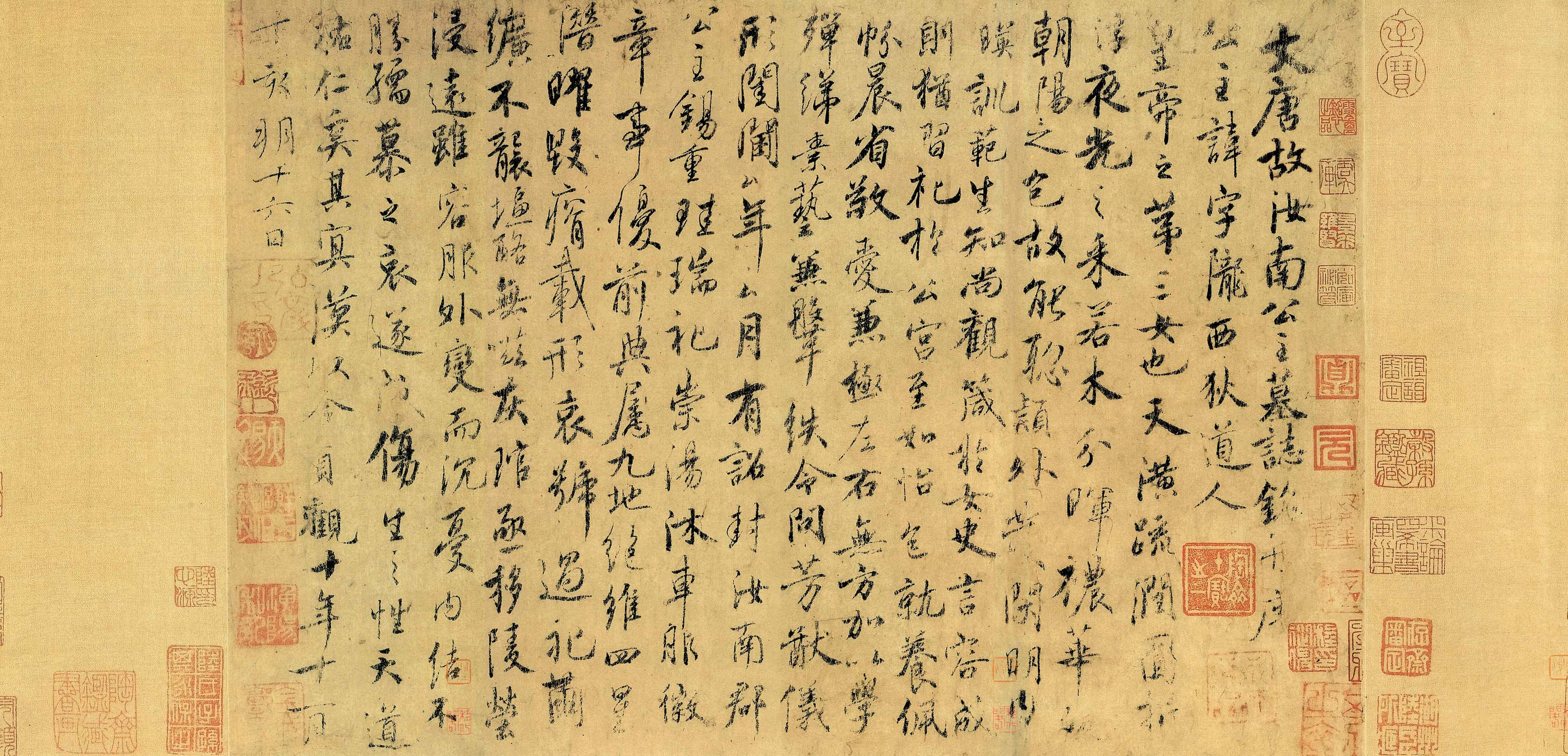
"Nhữ Nam công chúa mộ chí" do Ngu Thế Nam viết.

Lúc tuổi còn trẻ học thư pháp của nhà thư pháp trứ danh lúc ấy là Trí Vĩnh (cháu 7 đời của Vương Hi Chi), học được chân truyền, học được cả diệu chỉ của "Nhị Vương" cùng bút pháp của Trí Vĩnh.

### Tác phẩm thư pháp tiêu biểu
- Khổng Tử miếu đường bi
- Phá tàn luận tự
- Nhữ Nam công chúa mộ chí
- Ngu Thế Nam hành thư mô Lan Đình tự quyển: còn được gọi là "Thiên lịch bản"

"Đường nhân mô Lan Đình tự tam chủng ": tương truyền là bút tích thực của Ngu Thế Nam.

## Tác phẩm thơ
Ngu Thế Nam cũng là nhà thơ lớn thời Sơ Đường, tác phẩm tiêu biểu gồm có: "Xuất tắc", "Kết khách thiếu niên tràng hành", "Oán ca hành", "Phú đắc lâm trì trúc ứng chế", "Thiền", "Phụng hòa vịnh phong ứng Ngụy vương giáo", "Vịnh huỳnh", "Vịnh vũ".

## Tác phẩm
- Bắc Đường thư sao
- Tương truyền "Thố viên sách" cũng do Ngu Thế Nam viết [1]

## Đánh giá
Đường Thái Tông xưng tụng ông có ngũ tuyệt: đức hạnh, trung trực, bác học, văn từ, thư hàn ("Thế nam nhất nhân, hữu xuất thế chi tài, toại kiêm ngũ tuyệt. Nhất viết trung đảng, nhị viết hữu đễ, tam viết bác văn, tứ viết từ tảo, ngũ viết thư hàn.")

## Gia đình
Cha: Ngu Lệ
Thúc phụ: Ngu Ký, trung thư thị lang triều Nam Trần.
Anh: Ngu Thế Cơ, cựu thần nhà Tùy.
Con trai: Ngu Sưởng, Công bộ thị lang
Con gái:
- Ngu Tú Diêu (Năm thứ 7 Đại Nghiệp nhà Tùy(năm 611) - ngày 26 tháng 6 năm đầu Lân Đức nhà Đường (ngày 24 tháng 7 năm 664)), tên chữ Tư Lễ, gả cho Đường hữu vệ trưởng sử kỵ đô úy Lan Lăng huyện công Tiêu Giám tự Huyền Minh (? - ngày 13 tháng 2 năm thứ 4 Vĩnh Huy (ngày 17 tháng 3 năm 653)).
- Ngu thị, gả cho con trai Viên Lãng, có một con trai là Viên Nghị.